# Trận chiến đảo Savo
Trận hải chiến tại đảo Savo theo tiếng Nhật nó có tên là Dai-ichi-ji Solomon Kaisen (第一次ソロモン海戦, だいいちじソロモンかいせん), là một trận hải chiến trên mặt trận Thái Bình Dương trong Thế chiến thứ hai giữa Hải quân Đế quốc Nhật Bản và Hải quân Đồng Minh, diễn ra vào ngày 8-9 tháng 8 năm 1942 và là trận hải chiến lớn đầu tiên trong chiến dịch Guadalcanal.
Để đối phó với việc quân Đồng Minh bắt đầu đổ bộ vào phía đông quần đảo Solomon, Phó đô đốc Mikawa Gunichi đã đưa lực lượng chính của mình gồm 7 tuần dương hạm và 1 khu trục hạm đến New Georgia Sound từ căn cứ của Nhật Bản tại New Britain và New Ireland để tấn công hạm đội đổ bộ của quân Đồng Minh cùng lực lượng yểm trợ của nó. Lực lượng hải quân yểm trợ của Đồng minh gồm 8 tuần dương hạm và 15 khu trục hạm dưới sự chỉ huy của Chuẩn đô đốc người Anh là Victor Crutchley VC, nhưng chỉ có 5 tuần dương hạm và 7 khu trục hạm tham gia tham chiến. Mikawa đã tấn công bất ngờ và xé nhỏ lực lượng của quân Đồng minh, đánh chìm một tuần dương hạm của Úc và ba tuần dương hạm của Hoa Kỳ, trong khi chỉ bị thiệt hại nhẹ. Lực lượng của Mikawa lập tức rút lui sau đợt tấn công mà không cố gắng đánh chìm các tàu vận chuyển của quân Đồng Minh.
Các tàu chiến còn sót lại cùng với lực lượng đổ bộ ngay lập tức rút khỏi quần đảo Solomon, để lại việc kiểm soát vùng biển quanh Guadalcanal cho Nhật Bản. Lực lượng mặt đất của quân Đồng minh đã đổ bộ lên Guadalcanal và các đảo lân cận hai ngày trước đó. Việc các hạm đội rút đi khiến họ rơi vào tình trạng vô cùng khó khăn khi có rất ít trang thiết bị và lương thực để có thể duy trì việc trấn giữ bờ biển. Mikawa đã bỏ lỡ việc phá hủy đoàn tàu tiếp tế của quân Đồng Minh khi ông có cơ hội, nó là một sai lầm chiến lược của Nhật Bản khi để cho quân Đồng Minh có cơ hội duy trì tuyến đường tiếp tế lương thực đến Guadalcanal việc sẽ quyết định chiến thắng cho toàn bộ chiến dịch.

## Bối cảnh

### Các hoạt động tại Guadalcanal

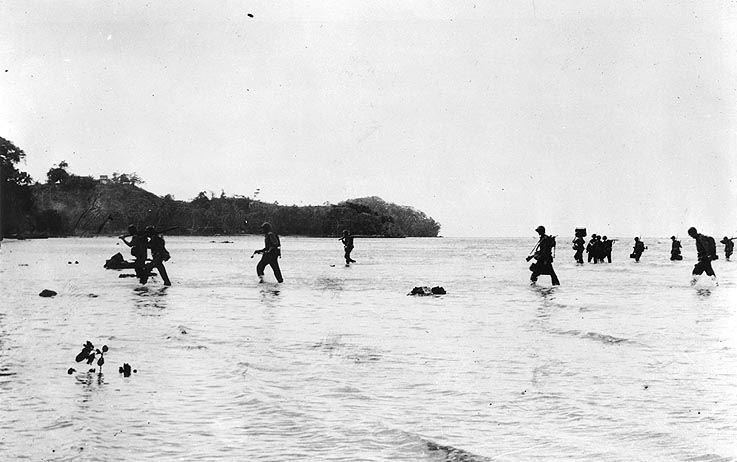
Lính thủy đánh bộ Hoa Kỳ đổ bộ vào Tulagi.

Vào ngày 7 tháng 8 năm 1942, các lực lượng của quân Đồng Minh (chủ yếu là lực lượng Thủy quân lục chiến Hoa Kỳ) đã đổ bộ vào các đảo Guadalcanal, Tulagi và Florida tại phía đông quần đảo Solomon. Việc đổ bộ cho thấy việc Nhật Bản chiếm các đảo trên làm căn cứ là nguy hiểm với quân Đồng Minh vì từ phía đông nó sẽ đe dọa đến con đường vận chuyển giữa Hoa Kỳ và Úc. Quân Đồng Minh muốn sử dụng các đảo này làm điểm tựa để mở một chiến dịch đánh chiếm lại toàn bộ quần đảo Solomon cũng như để cô lập hay đánh chiếm căn cứ lớn Nhật Bản tại Rabaul trong khi vẫn cung cấp hỗ trợ cho quân Đồng minh trong chiến dịch New Guinea. Việc đổ bộ là một phần trong chiến dịch Guadalcanal kéo dài 6 tháng.
Tổng chỉ huy của lực lượng hải quân của quân Đồng Minh tại Guadalcanal và Tulagi là Phó đô đốc Frank Jack Fletcher. Ông cũng là chỉ huy của nhóm tàu sân bay để hỗ trợ trên không cho các chiến dịch trên mặt đất. Chuẩn đô đốc Hoa Kỳ Richmond K. Turner chỉ huy hạm đội đổ bộ sẽ chuyển khoảng 16.000 lính quân Đồng Minh đến Guadalcanal và Tulagi. Và dưới quyền của Turner là hạm đội yểm trợ của Chuẩn đô đốc Victor Crutchley với 8 tuần dương hạm, 15 khu trục hạm và 5 tàu quét thủy lôi. Lực lượng này sẽ bảo vệ cho các tàu của Turner và yểm trợ bắn pháo khi đổ bộ vào đất liền. Crutchley chỉ huy hạm đội hầu hết là tàu của Hoa Kỳ của mình trên soái hạm của ông là chiếc tàu tuần dương hạng nặng của Úc chiếc HMAS Australia.

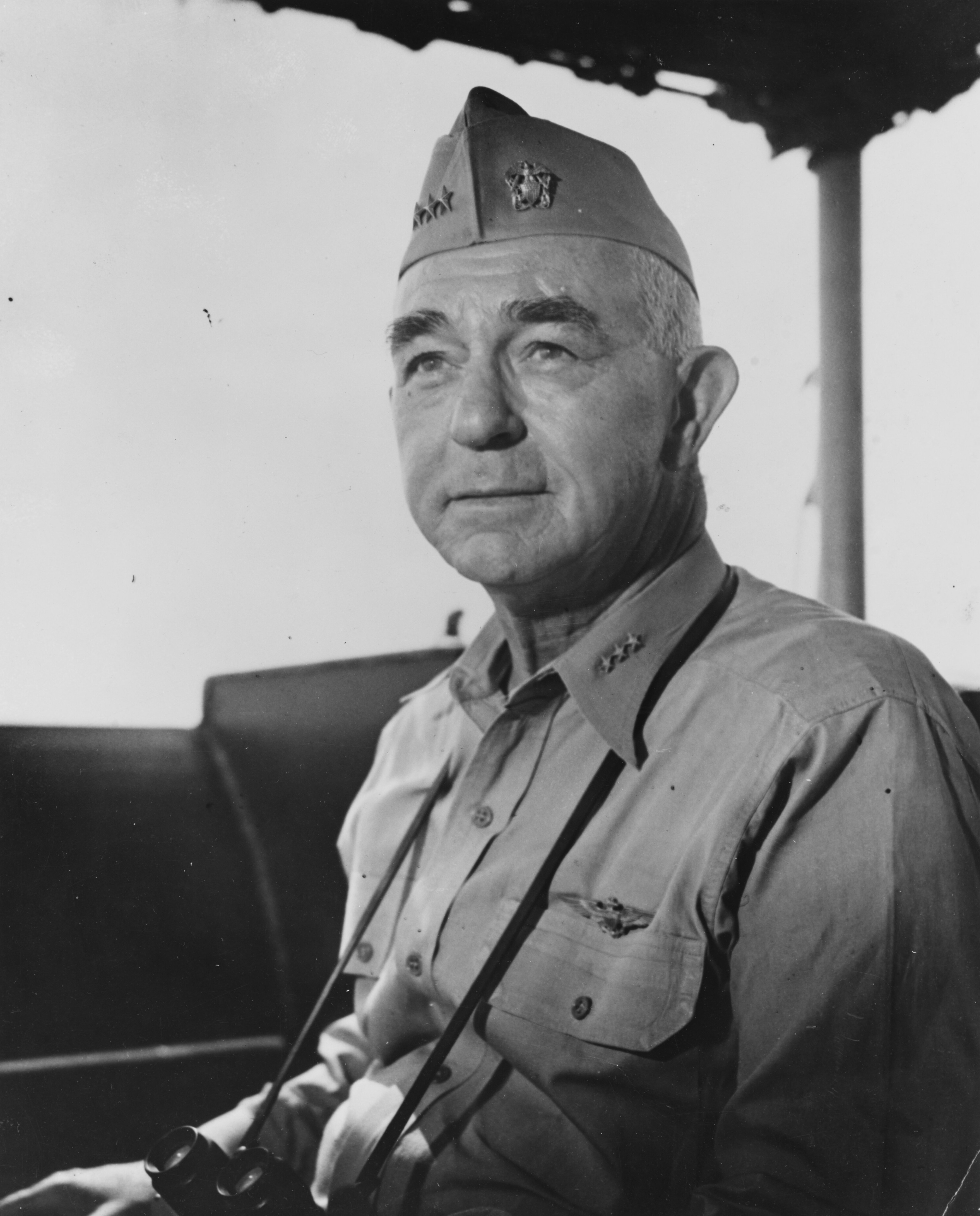
Phó đô đốc Richmond K. Turner.

Việc đổ bộ của quân Đồng minh khiến Nhật Bản bị bất ngờ. Quân Đồng minh đánh chiếm các đảo Tulagi, Gavutu và Tanambogo cùng sân bay đang được xây dựng trên Guadalcanal vào lúc hoàng hôn ngày 8 tháng 8 với trận chiến Tulagi và Gavutu–Tanambogo. Trong ngày 7 và 8 tháng 8, phi đội của Nhật Bản cất cánh từ Rabaul tấn công hạm đội đổ bộ nhiều lần, đánh cháy chiếc USS George F. Elliott (nó chìm sau đó) và gây hư hại nghiêm trọng khu trục hạm USS Jarvis. Trong cuộc tấn công, Nhật Bản mất 36 máy bay còn quân Đồng minh bị mất 19 máy bay trong đó có 14 tiêm kích cơ trên tàu sân bay.
Lo lắng vì số lượng tiêm kích bị thiệt hại sẽ ảnh hưởng đến sức phòng thủ của nhóm tàu sân bay đối với các cuộc tấn công của các phi đội Nhật Bản cũng như về mức nhiên liệu trong các tàu của mình, Fletcher đã thông báo rút lực lượng tàu sân bay chính vào đêm ngày 8 tháng 8 
Một số sử gia cho rằng mức nhiên liệu không phải lý do chính yếu nhưng Fletcher đã dùng nó làm lý do chính đáng để rút ra khỏi trận chiến. Nhật ký của Fletcher đã ghi rằng Fletcher đã kết luận rằng việc đổ bộ đã thành công và chẳng có mục tiêu quan trọng nào gần đó cần đến sự yểm trợ trên không. Cùng với việc mất 21 máy bay tiêm kích ông ta đã lo ngại rằng đội tàu sân bay của mình sẽ bị đe dọa nghiêm trọng bởi các máy bay ném ngư lôi của Nhật Bản và muốn tất cả tàu của mình phải được đổ đầy nhiên liệu trước khi lực lượng tàu chiến của Nhật Bản đến, ông rút lui như đã thông báo cho Turner và Vandegrift. Tuy nhiên Turner lại hiểu rằng Fletcher sẽ cho các máy bay ở lại yểm trợ cho các tàu vận chuyển đến khi mọi hàng hóa được dỡ xuống ngày 9 tháng 8
Cho dù việc bốc dỡ chậm hơn so với kế hoạch, Turner quyết định rằng không có sự yểm trợ của tàu sân bay thì các tàu của ông ta phải rút ra khỏi Guadalcanal. Turner lên kế hoạch là bốc dỡ được càng nhiều hàng hóa càng tốt trong đêm và rời đi ngày hôm sau.

### Phản ứng của Nhật Bản

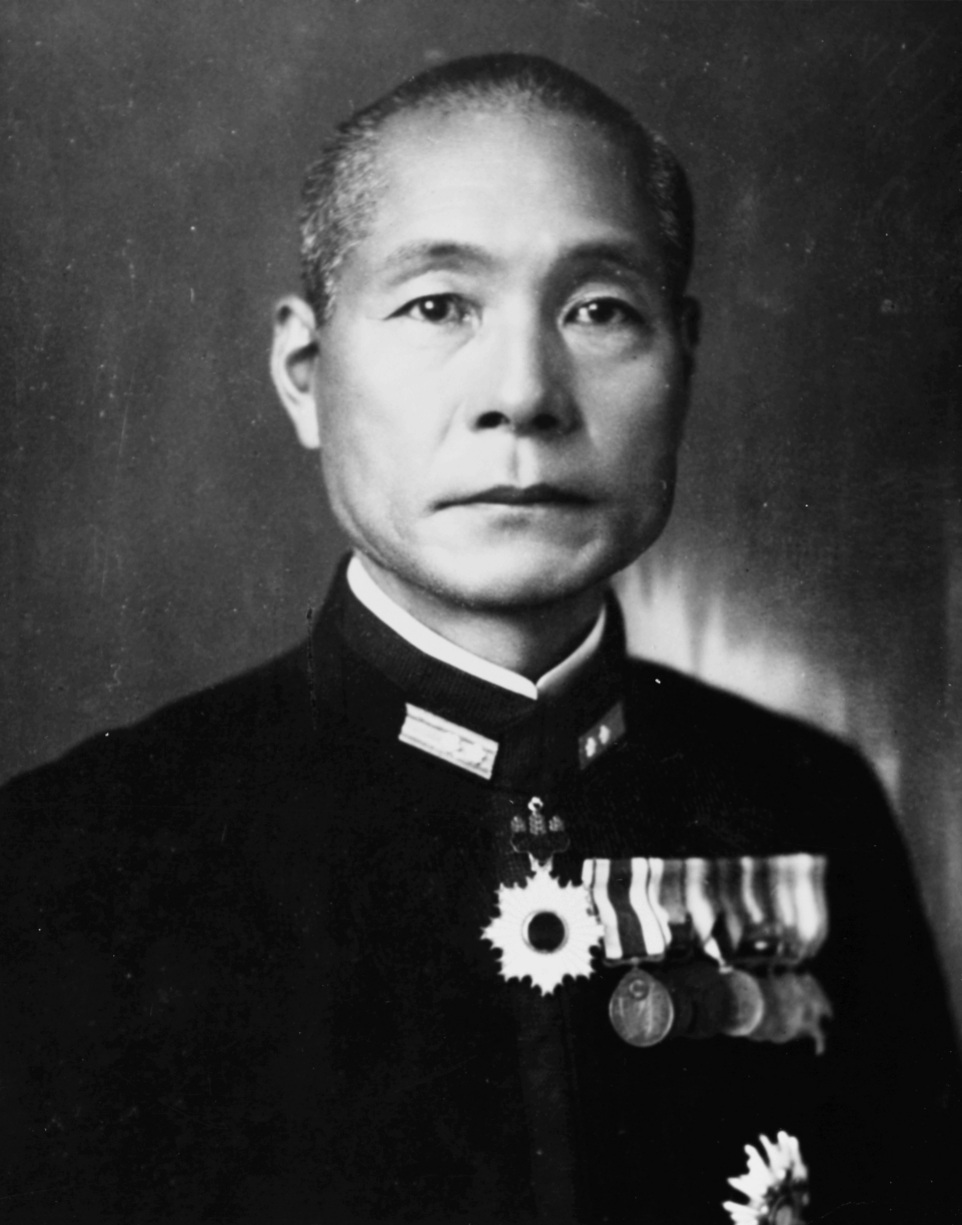
Phó đô đốc Mikawa Gunichi.

Không được chuẩn bị cho các cuộc tấn công của quân Đồng minh vào Guadalcanal, Nhật Bản chỉ có thể tấn công bằng không quân và kêu gọi quân tiếp viện. Mikawa chỉ huy của một hạm đội Nhật Bản vừa được thành lập là hạm đội số Tám, đặt Sở chỉ huy tại Rabaul, đã ngay lập tức đưa 519 lính thủy đánh bộ lên hai tàu vận chuyển tiến đến Guadalcanal vào ngày 7 tháng 8. Tuy nhiên khi Nhật Bản thấy rằng lực lượng quân Đồng minh mạnh hơn báo cáo ban đầu, hai tàu vận chuyển này đã được lệnh quay trở về.
Mikawa đã ra lệnh tập hợp tất cả các tàu chiến trong khu vực để tấn công hạm đội Đồng minh. Tại Rabaul có chiếc tuần dương hạm hạng nặng Chōkai (là soái hạm của Mikawa), tuần dương hạm hạng nhẹ Tenryū và Yūbari cùng khu trục hạm Yūnagi. Trên đường tiến đến từ Kavieng là 4 tuần dương hạm hạng nặng trong lực lượng tàu tuần dương của sư đoàn 6 dưới sự chỉ huy của Chuẩn đô đốc Goto Aritomo gồm: Aoba, Furutaka, Kako và Kinusaga
Lực lượng hải quân Nhật Bản có kinh nghiệm và được huấn luyện rất tốt với chiến thuật tác chiến trong đêm đã khiến cho quân Đồng minh bị bất ngờ Mikawa hy vọng có thể bắt gặp và đối đầu với hạm đội Đồng minh ngoài khơi Guadalcanal và Tulagi trong đêm 8 hay ngày 9 tháng 8 thời điểm mà ông có thể sử dụng chiến thuật tác chiến trong đêm cũng là lúc mà lực lượng phi đội của các tàu sân bay của Đồng minh không thể hoạt động hiệu quả. Các tàu chiến của Mikawa tập hợp tại vùng biển gần Cape St. George vào đêm 7 tháng 8 và sau đó tiến về hướng Đông Đông Nam

## Diễn biến

### Mở đầu

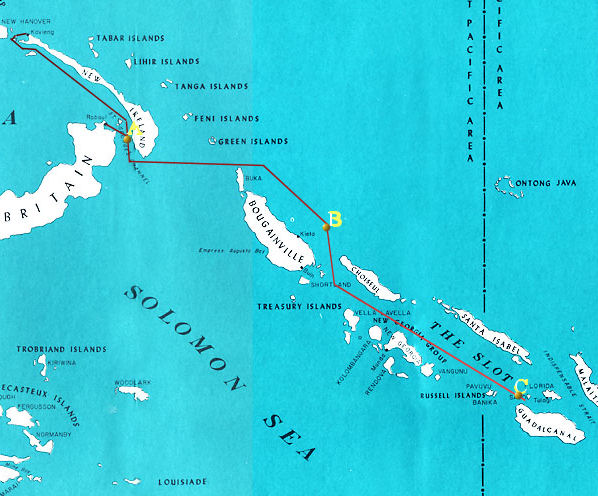
Đường đi của hạm đội mà Mikawa chỉ huy xuất phát từ Rabaul và Kavieng (bên trái phía trên), ngừng lại ở bờ biển phía đông của Bougainville (giữa) sau đó đi đến vùng biển New Georgia Sound để tấn công hạm đội quân Đồng Minh tại Guadalcanal và Tulagi (bên phải phía dưới).

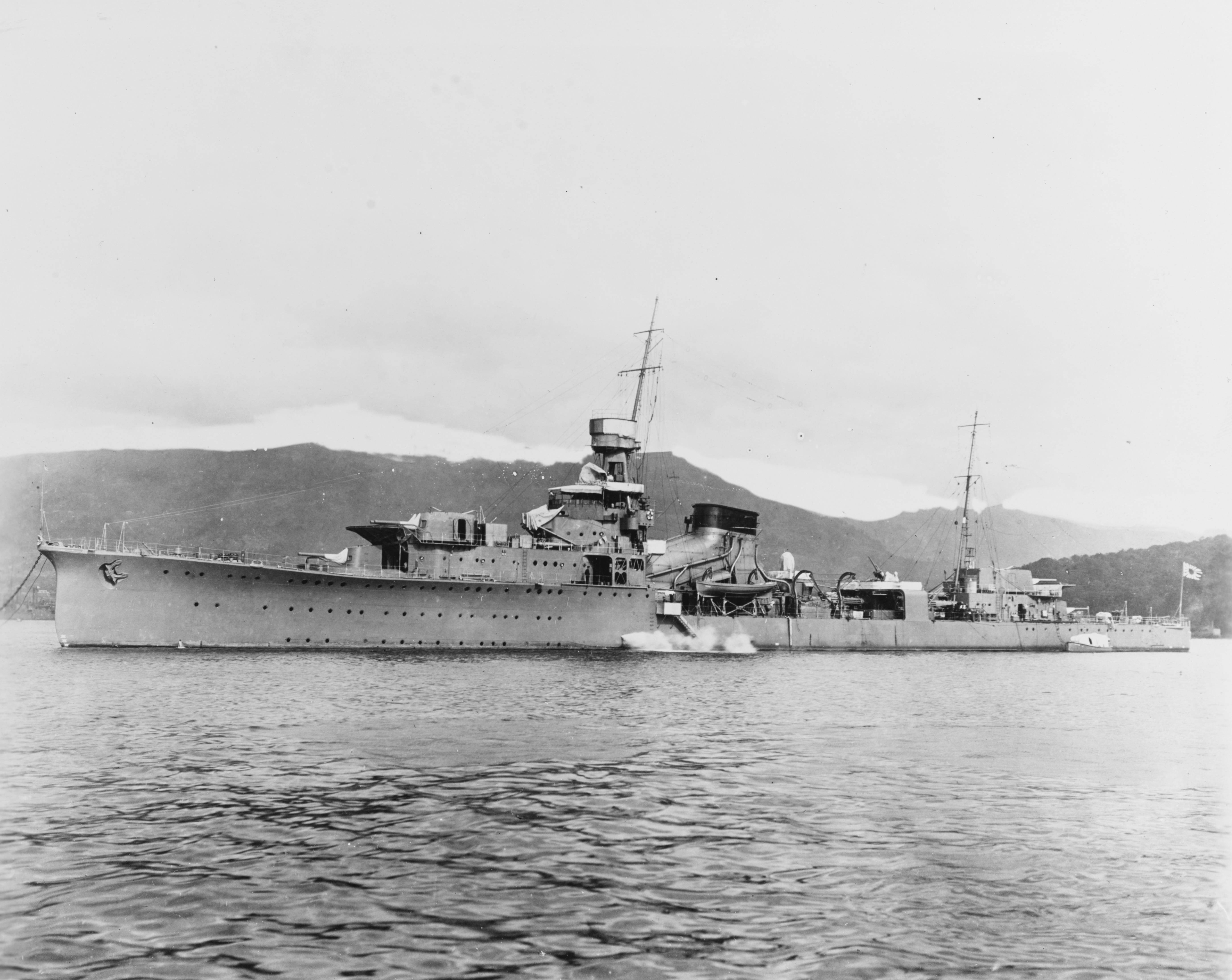
Tuần dương hạm Yubari trước cuộc chiến.

Mikawa quyết định đưa hạm đội đến phía bắc đảo Buka rồi từ đó tiến thẳng đến bờ biển phía đông của Bougainville. Hạm đội sẽ ngừng lại nghỉ ngơi và chờ trong vòng 6 tiếng ở phía đông Kieta vào sáng ngày 8 tháng 8. Việc này giúp cho hạm đội tránh các đợt không kích đánh chặn vào ban ngày trước khi đến được đích cuối cùng là Guadalcanal. Tiếp đó hạm đội sẽ đi qua khu vực nguy hiểm ở New Georgia Sound với hy vọng sẽ không có máy bay nào của Đồng minh có thể phát hiện ra hạm đội của ông trong ánh sáng lờ mờ. Tuy nhiên hạm đội của Nhật Bản đã bị phát hiện tại St George Channel khi mà đội hình giữa của họ suýt đụng phải chiếc USS S-38 đang nằm phục kích. Nó nằm quá gần để có thể phóng ngư lôi (hay chẳng có quả nào để bắn) nhưng thuyền trưởng của nó là Thiếu tá Hải quân H.G. Munson đã phát radio báo động là: "Hai khu trục hạm cùng ba chiếc tàu lớn không rõ loại đang tiến về hướng một bốn không với tốc độ cao cách tám dặm về phía tây Cape St George".
Khi đã đến Bougainville, Mikawa đã cho các tàu tản ra trên diện rộng để thiết lập đội hình và đã ra lệnh cất cánh bốn thủy phi cơ từ các tàu tuần dương để trinh sát tìm các tàu của Đồng minh ở phía nam quần đảo Solomon.
Các thủy phi cơ của Mikawa đã trở về vào khoảng 12 giờ và báo cáo rằng có nhóm tàu của Đồng minh, một ngoài khơi Guadalcanal và một ngoài khơi Tulagi. Mikawa đã tập hợp các tàu chiến của mình lại và tiến đến Guadalcanal, đi vào vùng biển New Georgia Sound gần đảo Choiseul vào khoảng 16 giờ ngày 8 tháng 8. Mikawa đã thông báo kế hoạch chiến đấu cho các tàu chiến của mình như sau: "Khi xông vào trận chiến, chúng ta sẽ tiến xuống phía nam đảo Savo và phóng ngư lôi vào lực lượng chính của hạm đội địch đang neo ở Guadalcanal, sau đó chúng ta sẽ tiến đến Tulagi để bắn pháo cũng như tiếp tục phóng ngư lôi vào quân thù. Chúng ta sẽ rút về phía bắc đảo Savo.".
Hạm đội của Mikawa đã đi qua vùng biển New Georgia Sound mà không bị quân Đồng minh phát hiện. Turner đã yêu cầu chỉ huy lực lượng không quân Hoa Kỳ tại Nam Thái Bình Dương là Đô đốc John S. McCain, Sr. cho máy bay trinh sát suốt buổi trưa tại vùng biển New Georgia Sound trong ngày 8 tháng 8. Nhưng vì lý do nào đó mà McCain đã không thực hiện việc cho máy bay trinh sát hay nói cho Turner biết về việc này. Vì thế Turner vẫn nghĩ là vùng biển New Georgia Sound được trinh sát suốt ngày. Nhưng cho dù có cho máy bay trinh sát suốt buổi trưa cũng chẳng thể phát hiện được hạm đội của Mikawa vì hạm đội của ông di chuyển qua vùng biển New Georgia Sound vào lúc chiều tối trong ánh sáng lờ mờ.

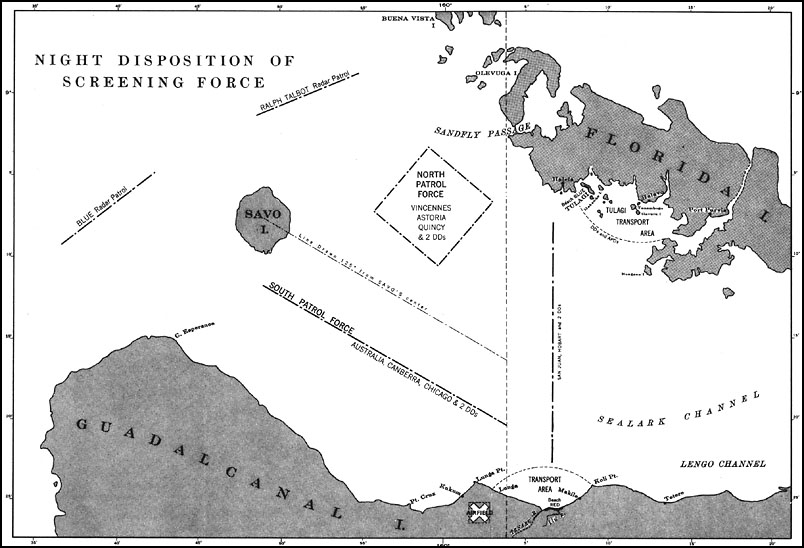
Sơ đồ phòng thủ của hạm đội quân Đồng Minh vào đêm ngày 8 tháng 8.

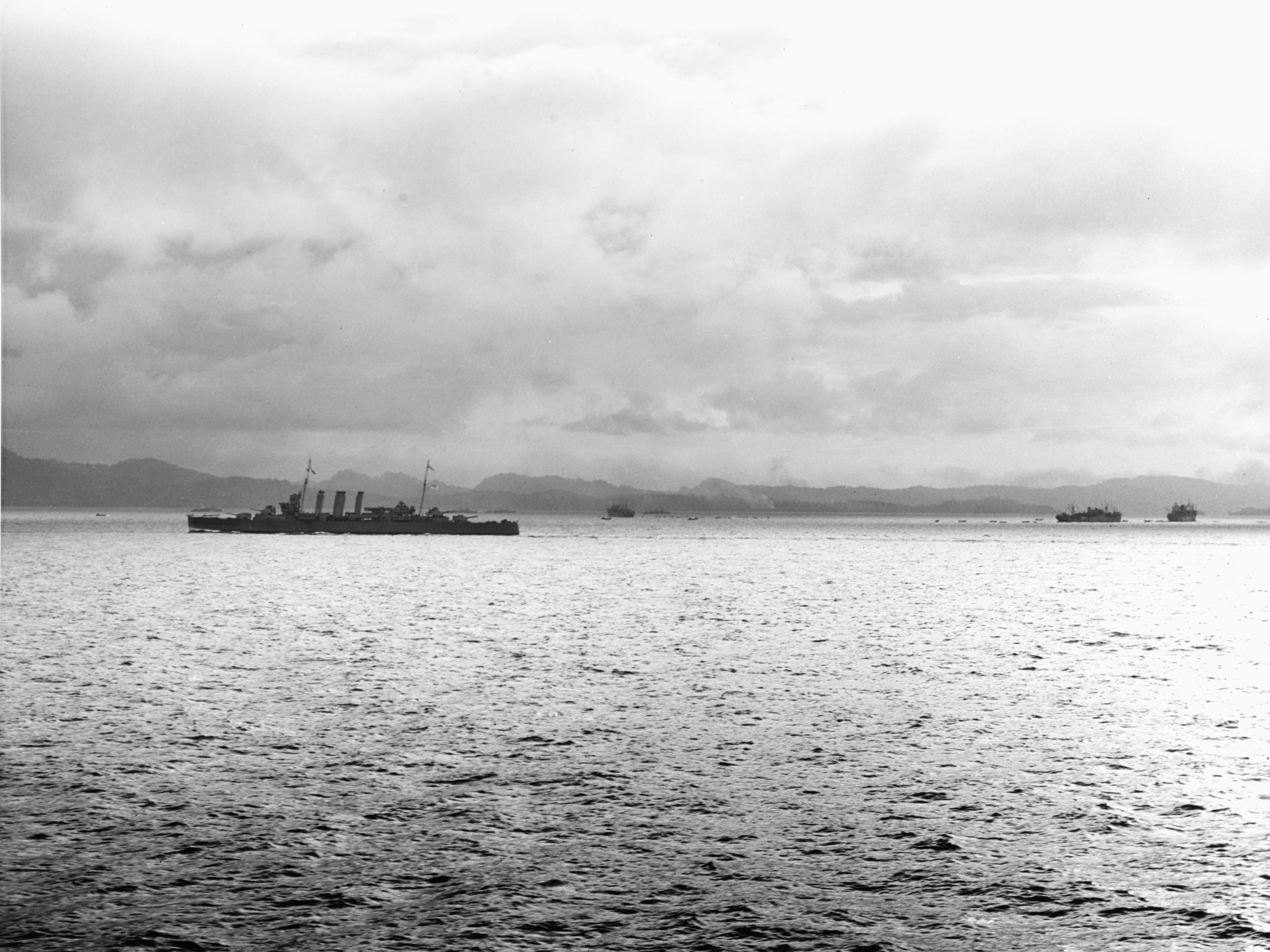
Chiếc HMAS Canberra đang đi tuần ngoài khơi Tulagi.

Để bảo vệ đoàn tàu đang bốc dỡ hàng hóa trong đêm, Crutchley đã chia đoàn tàu hộ tống của Đồng minh ra thành ba nhóm. Nhóm phía nam gồm các tuần dương hạm của Úc như HMAS Australia và HMAS Canberra, tuần dương hạm USS Chicago cùng các khu trục hạm USS Patterson và Bagley sẽ đi tuần từ Lunga Point đến đảo Savo để chặn lối vào giữa đảo Savo và mũi Esperance của Guadalcanal. Nhóm phía bắc gồm các tuần dương hạm USS Vincennes, USS Astoria và USS Quincy cùng các khu trục hạm USS Helm và USS Wilson sẽ xếp thành đội hình vuông đi tuần từ chỗ thả neo ở Tulagi đến đảo Savo để bảo vệ tuyến đường từ đảo Savo đến đảo Florida. Nhóm phía đông gồm các tuần dương hạm USS San Juan và HMAS Hobart cùng hai khu trục hạm của Hoa Kỳ sẽ đi tuần phía đông giữa đảo Florida và Guadalcanal. Crutchley cũng trang bị hai bộ ra đa cho hai khu trục hạm Hoa Kỳ đi tuần phía tây đảo Savo để phát hiện và cảnh báo sớm tất cả các tàu khi có tàu lạ của Nhật Bản xuất hiện. Khu trục hạm USS Ralph Talbot trong nhóm tuần phía bắc và khu trục hạm USS Blue trong nhóm tuần phía nam di chuyển với khoảng cách 12–30 km (8–20 hải lý) giữa các tàu này với đội hình của nhóm tuần tra. Vào thời điểm đó quân Đồng minh vẫn chưa biết về những hạn chế của các mẫu ra đa nguyên thủy gắn trên tàu của mình là chúng có thể bị giảm hiệu quả trầm trọng do các mu đất gần đó. Để phòng ngừa các mối đe dọa từ tàu ngầm Nhật Bản đến đoàn tàu vận tải, Crutchley đã cho bảy khu trục hạm còn lại đi tuần ở tầm gần xung quanh nơi thả neo của đoàn tàu vận tải.
Các thủy thủ của hạm đội quân Đồng Minh đã trở nên mệt mỏi sau 2 ngày bị đặt trong tình trạng báo động phải cảnh giác cao khi hỗ trợ đổ bộ. Cùng với việc thời tiết cực kỳ nóng và ẩm lại càng gây mệt mỏi hơn theo như Samuel Eliot Morison đã nói: "Các thủy thủ trông phất phơ như xác không hồn". Kết quả hầu hết các tàu chiến của Crutchley đặc trong "Tình trạng II" vào đêm 8 tháng 8. Tức là một nửa số thủy thủ sẽ tiếp tục canh gác trong khi một nửa số thủy khác nghỉ ngơi trên võng hay gần các vị trí tác chiến của họ.

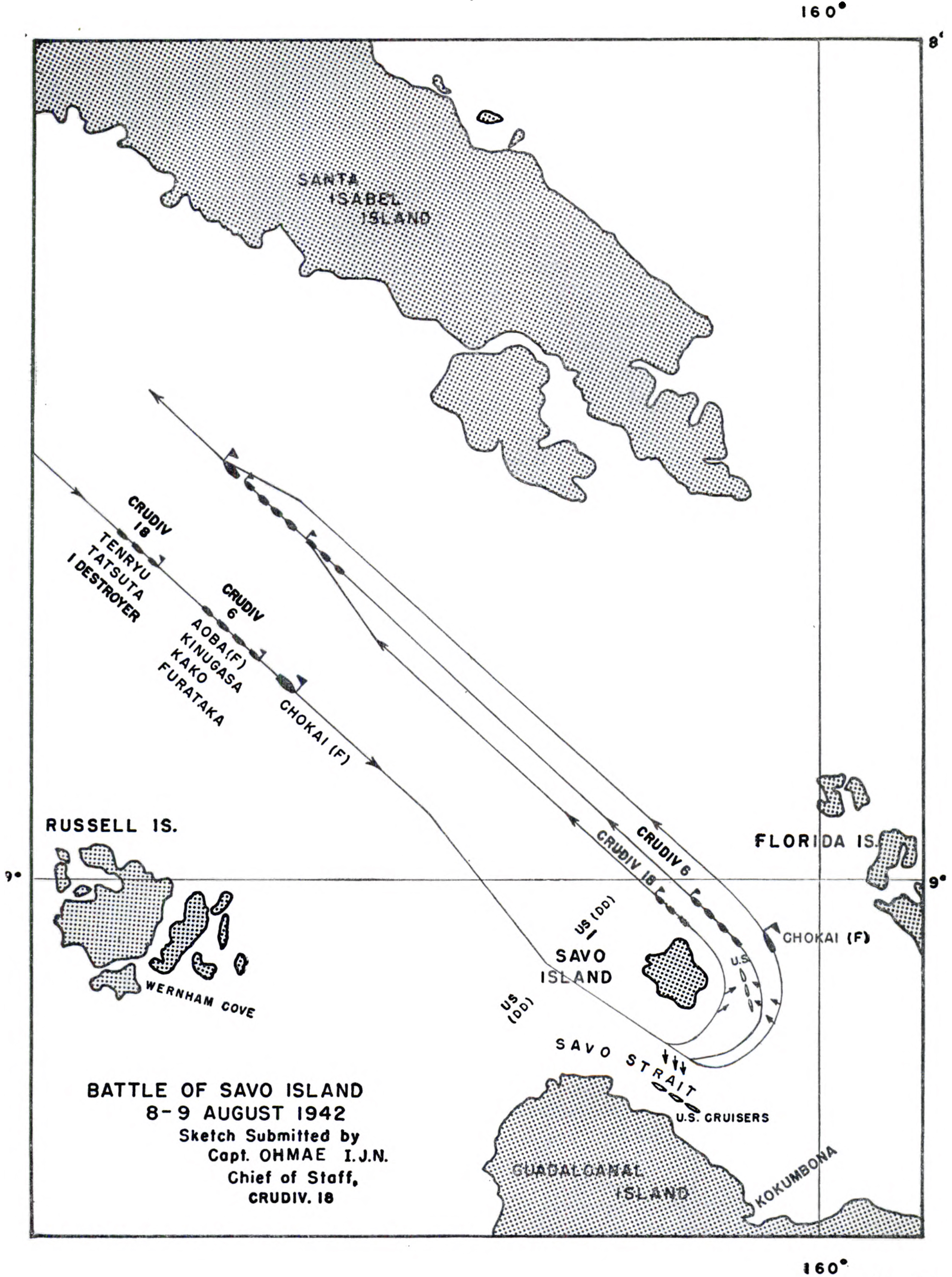
Sơ đồ tác chiến của hạm đội Nhật Bản.

Vào buổi tối, Turner đã triệu tập một cuộc họp trên tàu chỉ huy của mình ngoài khơi Guadalcanal, gồm cả Crutchley và chỉ huy lực lượng lính thủy đánh bộ, Thiếu tướng Alexander A. Vandegrift, để bàn về nhóm tàu sân bay của Fletcher và lên kế hoạch và thời gian biểu rút đi cho đoàn tàu vận tải. Lúc 20 giờ 55, Crutchley rời nhóm tuần phía nam trên chiếc Australia để đến cuộc họp và giao quyền chỉ huy nhóm phía nam cho Đại tá Howard D. Bode, thuyền trưởng tàu USS Chicago. Crutchley đã không thông báo cho chỉ huy các tàu tuần dương khác về sự vắng mặt của mình, việc này góp một phần không nhỏ vào việc gây xáo trộn các mệnh lệnh giữa các chỉ huy với nhau khi xảy ra chiến sự. Bode sau khi bị đánh thức khi ngủ trong cabin của mình đã ra quyết định rằng tàu của mình sẽ không lãnh đạo đoàn tàu tuần tra phía nam, vị trí thường dành cho các tàu cũ hoạt động lâu năm, sau đó đi ngủ trở lại trong khi tàu của ông là tàu được trang bị hệ thống cảm biến bằng ra đa. Trong cuộc họp, Turner, Crutchley và Vandegrift đã bàn về báo cáo của Hudson sáng hôm đó và đi đến kết luận rằng sẽ không có bất cứ nguy hiểm nào vào buổi tối hôm đó do không bị bất cứ cuộc tấn công nào. Vandegrift nói rằng ông phải đi thị sát tình hình bốc dỡ hàng hóa của đoàn tàu vận tải tại Tulagi trước khi có thể lên thời gian biểu rút đi vào lúc nửa đêm ông đã lên đường tiến hành đi thị sát. Sau cuộc họp, Crutchley không đưa chiếc Australia trở lại nhóm tuần tra phía nam mà neo ở ngoài khơi Guadalcanal gần nơi đang bốc dỡ hàng hóa nhưng lại không thông báo cho các tàu Đồng minh khác về ý định hay vị trí của mình.
Khi hạm đội của Mikawa đến khu vực đảo Guadalcanal, ông đã ra lệnh cho các tàu phóng các thủy phi cơ để dò tìm lần cuối vị trí của các hạm đội Hoa Kỳ và cũng để hỗ trợ thả pháo sáng cho trận chiến sắp đến. Cho dù các tàu của quân Đồng Minh có thể đã nghe thấy tiếng của các thủy phi cơ này vào lúc 23 giờ 45 ngày 8 tháng 8, chẳng có ai quan tâm đến sự hiện diện của các máy bay lạ xuất hiện trong khu vực khi mà chúng không tấn công cũng như không ai báo cáo lại cho Crutchley hay Turner về sự xuất hiện này.
Hạm đội của Mikawa tiến đến theo một hàng dài 3 km (2 hải lý) được dẫn đầu bởi chiếc Chōkai còn các chiếc Aoba, Kako, Kinugasa, Furutaka, Tenryū, Yūbari và Yūnagi theo sau. Vào khoảng từ 0 giờ 44 đến 0 giờ 54 ngày 9 tháng 8, các hoa tiêu nhìn đêm của hạm đội Nhật Bản đã phát hiện chiếc Blue ở cách 9 km (5,5 hải lý) phía trước đội hình tiên phong của hạm đội Nhật Bản

### Chiến trường phía nam Savo
Để tạm tránh chiếc Blue, Mikawa đã ra lệnh cho hạm đội đổi hướng một chút lên phía bắc, cũng như ra lệnh cho hạm đội giảm vận tốc xuống còn 22 knot (41 km/h) để giảm tối đa khả năng hạm đội bị phát hiện. Bốn phút sau, hoa tiêu nhìn đêm Nhật Bản đã phát hiện ra chiếc Ralph Talbot ở khoảng cách hơn 16 km (10 hải lý), xa hay gần hơn một chút là một chiếc thuyền buồm chưa xác định được quốc tịch. Hạm đội Nhật Bản dừng lại cố định vị trí cũng như nhắm 50 khẩu pháo của mình vào chiếc Blue sẵn sàng bắn khi chiếc Blue chỉ còn cách hạm đội của Mikawa khoảng 2 km (1 hải lý). Tuy nhiên chiếc Blue lại đột ngột đổi hướng khi đến điểm xác định cuối của lộ trình tuần tra và quay ngược lại để tiếp tục thực hiện lại lộ trình cũ mà không biết rằng gần sát bên là một dãy dài tàu chiến của Nhật Bản đang nhắm vào mình. Thấy rằng hạm đội của mình vẫn chưa bị phát hiện, Mikawa ra lệnh cho các tàu trở về lộ trình cũ tiến xuống phía nam đảo Savo cũng như tăng tốc độ lên lúc đầu là 26 knot (48 km/h) sau đó là 30 knot (56 km/h). Vào lúc 1 giờ 25, Mikawa đã cho hạm đội của mình tách ra xa khỏi chiếc soái hạm của mình vào đội hình chiến đấu. Lúc 1 giờ 31, Mikawa đã ra lệnh "Tất cả các tàu tấn công".
Vào lúc đó, chiếc Yūnagi tách ra khỏi hạm đội Nhật Bản và đi phía sau, rất có thể đã bị mất liên lạc với hạm đội chính phía trước hay cũng có thể nó được ra lệnh làm bọc hậu cho hạm đội của Mikawa. Một phút sau, Nhật Bản đã phát hiện ra một tàu Đồng minh đang thả neo là chiếc khu trục hạm Jarvis, vốn bị hư hỏng nặng hôm trước lúc này đang trên đường trở về Úc để sửa chữa. Không thể biết được chiếc Jarvis có phát hiện ra hạm đội của Nhật Bản hay không vì radio trên tàu đã bị phá hủy. Hạm đội của Nhật Bản đã tiến lại gần trong khoảng 1.100 m, đủ gần để các hoa tiêu trên chiếc Tenryū có thể nhìn thấy từng thủy thủ trên bong chiếc Jarvis nhưng không thấy bóng dáng của bất kỳ thủy thủ nào, trông giống như tất cả các thủy thủ đều ngủ không ai canh gác. Nếu chiếc Jarvis phát hiện ra hạm đội Nhật Bản đang đi ngang qua thì nó đã không có phản ứng như vậy.

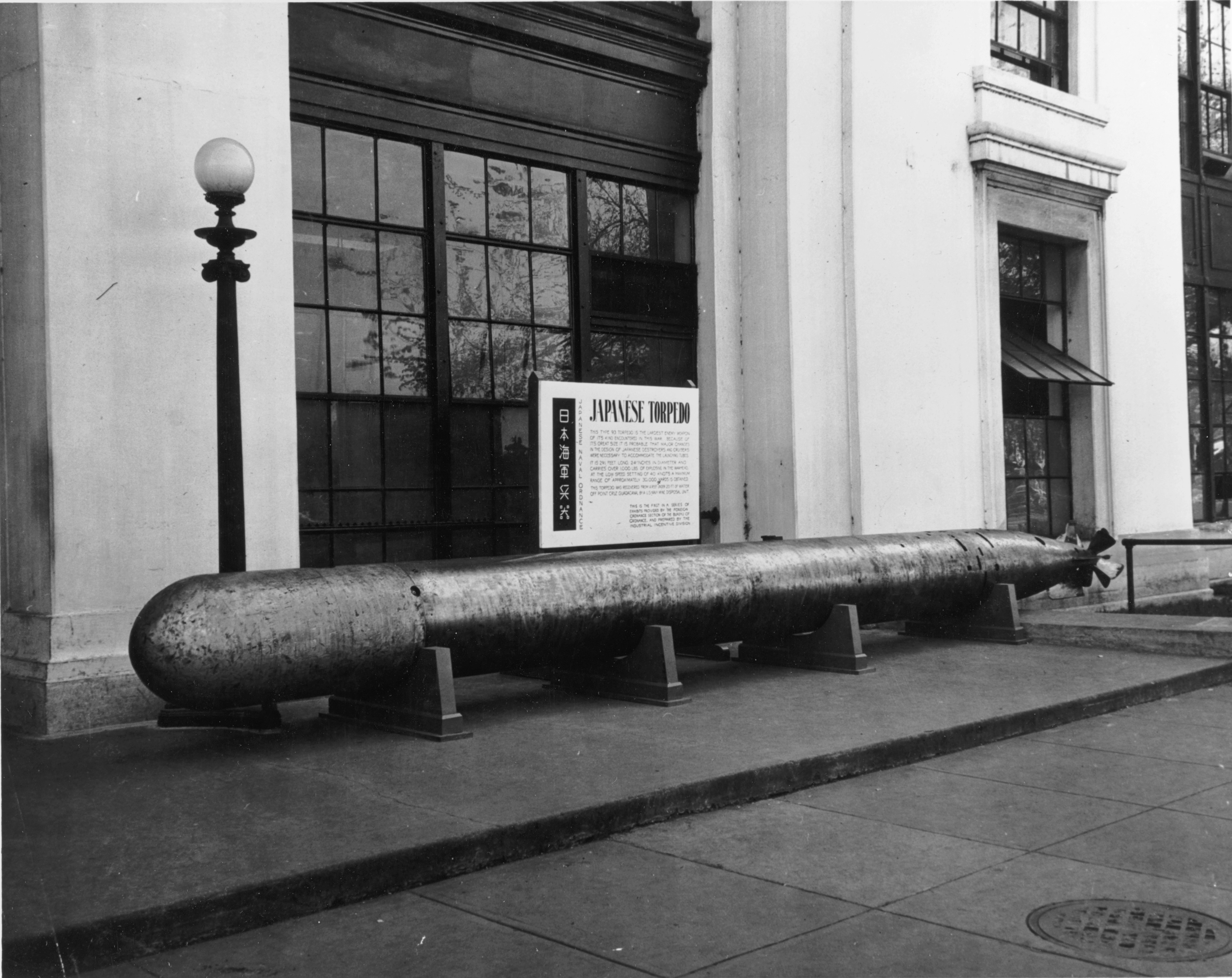
Ngư lôi Kiểu 93 tầm xa, loại ngư lôi được trang bị cho tất cả các tuần dương hạm của Nhật Bản.

Hai phút sau khi phát hiện ra chiếc Jarvis, các hoa tiêu Nhật Bản cũng đã phát hiện ra các khu trục hạm và tuần dương hạm khác cách 12.500 m về phía nam, do ánh sáng từ chiếc George F. Elliott đang bị cháy do trúng bom của máy bay vào buổi sáng.. Vài phút sau, vào lúc 1 giờ 38, các tuần dương hạm Nhật Bản bắt đầu phóng các loạt ngư lôi vào hạm đội phía nam của Đồng minh. Chiếc Furutaka đã phóng ngư lôi vào chiếc Jarvis. Vào lúc đó hoa tiêu trên chiếc Chōkai đã phát hiện ra hạm đội phía bắc của Đồng minh ở khoảng cách 16 km (10 hải lý). Chiếc Chōkai chuyển hướng và đối đầu với mối đe dọa mới này, toàn bộ hạm đội Nhật Bản theo sau trong khi vẫn chuẩn bị để sẵn sàng nghênh chiến với hạm đội phía nam của quân Đồng Minh bằng pháo.
Thủy thủ đoàn của chiếc Patterson đã phát tín hiệu báo động vì thuyền trưởng của nó đặc biệt lo ngại vì thông tin nhìn thấy tàu chiến của Nhật vào buổi sáng và nghe tiếng thủy phi cơ không xác định vào ban đêm nên đã nói các thủy thủ của mình luôn sẵn sàng để hành động khi có chuyện xảy ra. Vào lúc 1 giờ 45, tàu Patterson đã phát hiện ra một tàu lạ có thể là chiếc Kinugasa cách 5.000 m ngay phía trước mũi tàu và ngay lập tức phát tín hiệu radio báo động: "Báo động, báo động có tàu lạ thâm nhập khu vực thả neo". Chiếc Patterson đã tăng tốc độ lên tối đa cũng như bắn pháo vào đội hình của hạm đội Nhật Bản. Thuyền trưởng cũng đã ra lệnh phóng ngư lôi nhưng mệnh lệnh đã bị át bởi tiếng pháo của chiếc khu trục hạm này.

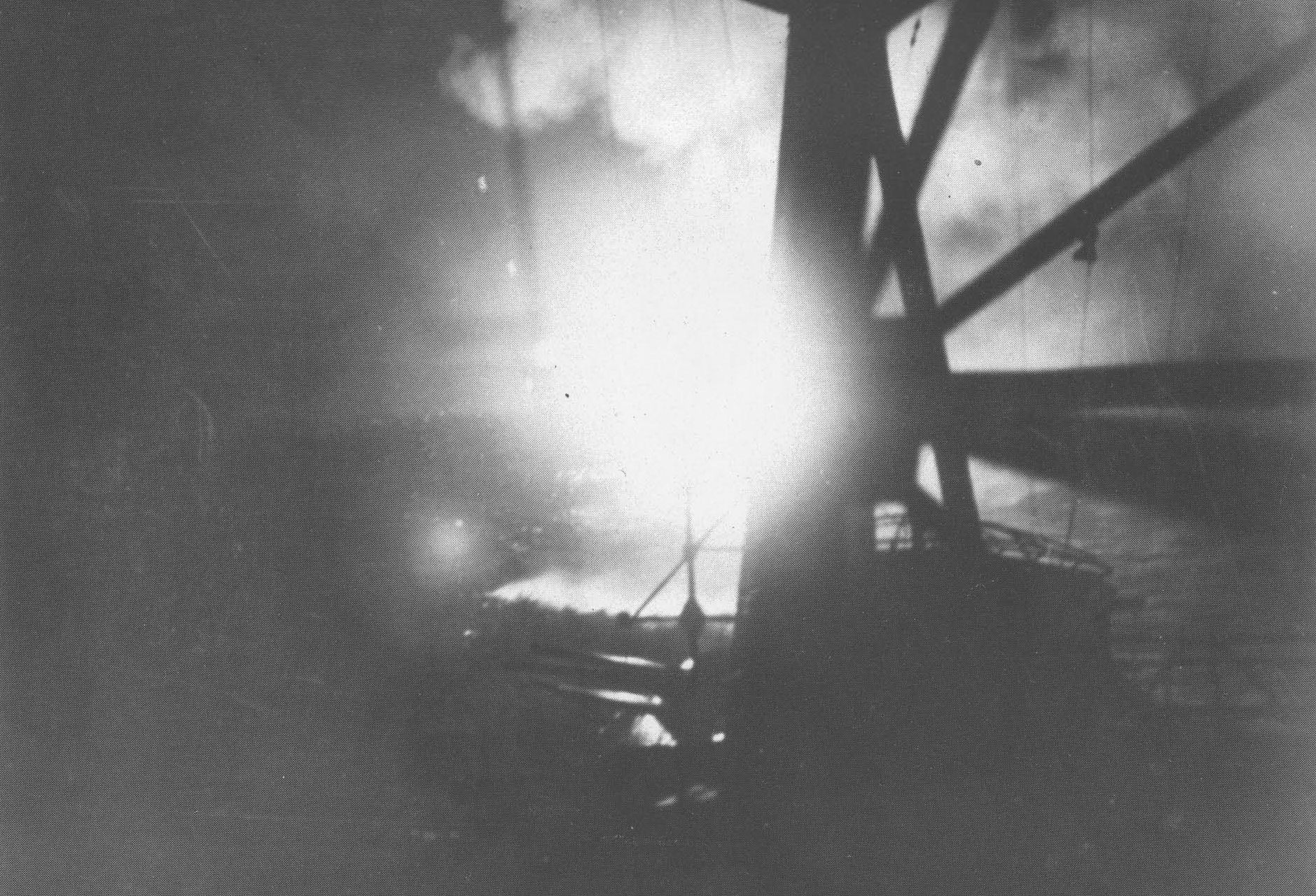
Nhìn từ tuần dương hạm Chokai của Nhật Bản khi các thủy phi cơ thả pháo sáng phía trên các tàu của quân Đồng Minh.

Cũng đúng vào lúc chiếc Patterson phát hiện tàu Nhật Bản và chuẩn bị hành động thì các thủy phi cơ Nhật Bản, theo lệnh của Mikawa bắt đầu thả pháo sáng ngay phía trên chiếc Canberra và Chicago. Chiếc Canberra phản ứng ngay lập tức. Thuyền trưởng của nó là Frank Getting đã ra lệnh tăng tốc độ quay đầu ngược lại hướng ra lối vào phía nam của đảo Savo để cầm chân hạm đội Nhật Bản trong việc tiếp cận với đoàn tàu vận tải của Đồng minh cũng như bắn pháo vào bất kỳ mục tiêu mà nó thấy được. Ít hơn một phút sau khi chiếc Canberra bắt đầu nổ súng thì chiếc Chōkai và Furutaka đã ngắm và bắn trúng nhiều viên vào chiếc Canberra chỉ trong vài giây. Aoba và Kako cũng bắt đầu bắn vào chiếc Canberra chỉ trong ba phút chiếc Canberra trúng 24 viên đạn pháo cỡ lớn. Những viên đầu tiên đã giết chết hoa tiêu pháo thủ và làm thương nặng Getting, phá hủy buồng hơi nước, cắt toàn bộ nặng lượng của chiếc Canberra trước khi nó kịp bắn cảnh báo hay liên lạc cho các tàu của quân Đồng Minh. Chiếc khu trục hạm này hoàn toàn bị tê liệt, bốc cháy dữ dội, chìm từ 5 đến 10 độ, không thể bắn trả cũng như không có năng lượng khởi động máy bơm để bơm nước ra ngoài hay dập lửa. khi mà tất cả các tàu của Nhật Bản nhắm vào nó phía phần đầu một số đạn pháo đã xuyên qua lớp vỏ tàu ở phía dưới mặt nước ở phần đầu và mạng phải tàu khiến cho nước xâm nhập rất mạnh, một số hư hại nặng khác bên mạng phải của tàu không gây ra bởi đạn pháo mà do một hay hai ngư lôi đâm vào. Nếu như ngư lôi đâm vào mạng phải của chiếc Canberra thì nó cũng có thể được bắn ra bởi một tàu của quân Đồng Minh là chiếc khu trục hạm Hoa Kỳ là chiếc Bagley khi đó chỉ có nó ở bên mạng phải của chiếc Canberra và cũng từng phóng ngư lôi trước đó sớm hơn một chút.

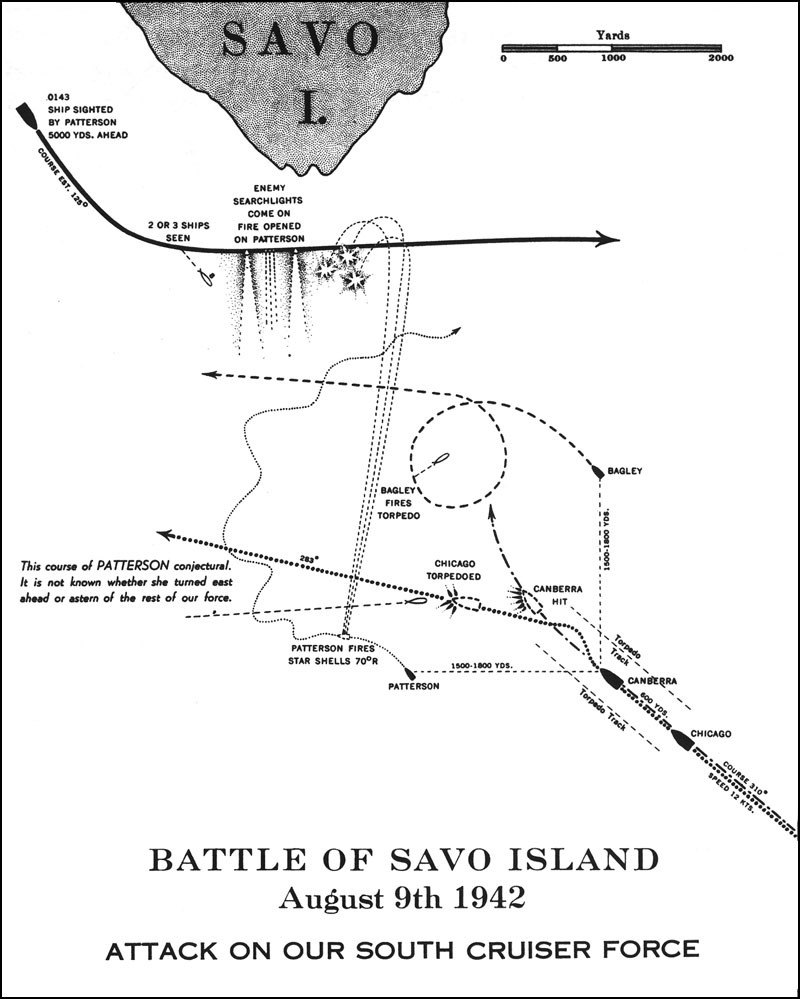
Sơ đồ tác chiến của hạm đội Nhật Bản ở mặt trận phía nam đảo Savo.

Thủy thủ của chiếc Chicago khi thấy pháo sáng được thả ngay phía trên tàu của mình cùng việc chiếc Canberra đột ngột đổi hướng đã báo động và đánh thức thuyền trưởng Bode đang "ngáy". Bode đã ra lệnh bắn pháo 127 mm vào hàng tàu chiến của Nhật Bản nhưng đạn lại không nổ. Vào lúc 01:47 một ngư lôi có thể từ chiếc Kako đâm vào phần đầu chiếc Chicago tạo ra một sóng chấn động lan ra toàn bộ con tàu làm hư hỏng hệ thống ác quy năng lượng chính của nó. một ngư lôi khác cũng đánh trúng Chicago nhưng không nổ một viên đạn pháo đã đánh trúng ống khói của nó giết chết hai thủy thủ. Chiếc Chicago đã chạy lên phía bắc trong 40 phút để lại phía sau đoàn tàu vận tải mà nó phải bảo vệ. Chiếc tàu tuần dương này đã bắn loạt đạn thứ hai vào hàng tàu chiến Nhật Bản có thể trúng chiếc Tenryū gây thiệt hại nhẹ. Bode không ra lệnh lấy quyền chỉ huy cho các tàu trong nhóm tuần phía nam khi mà ông vẫn là chỉ huy của nhóm này. Hơn nữa Bode lại không hề ra bất kỳ tín hiệu nào cảnh báo cho các tàu khác của quân Đồng Minh hay cho bất cứ ai tại Guadalcanal là tàu của ông đang chạy ra khỏi vùng chiến sự.
Vào thời điểm đó chiếc Patterson đang đấu pháo bắn vào hàng tàu chiến của Nhật Bản. Patterson bị trúng pháo ở phần đuôi gây hư hại vừa phải và chết 10 thủy thủ. Một viên đạn pháo của chiếc Patterson có thể đã trúng chiếc Kinugasa gây hư hại vừa phải. Sau đó chiếc Patterson đã mất dấu hàng tàu chiến của Nhật Bản vì hạm đội của Nhật Bản đang di chuyển lên phía bắc hướng phía đông bãi biển của đảo Savo. chiếc Bagley nhìn thấy hạm đội Nhật Bản ít lâu sau hai chiếc Patterson và Canberra, nó đã bẻ một vòng hướng ra lối vào phía nam đảo Savo phóng các ngư lôi liên tiếp vào nơi nghĩ là hàng tàu chiến của Nhật Bản đang tiến đến một hay hai quả có thể đã trúng chiếc Canberra. Sau khi hết ngư lôi chiếc Bagley không còn chiến đấu trong trận này nữa. Chiếc Yūnagi thì đấu pháo với chiếc Jarvis tuy nhiên không chiếc nào bị trúng pháo trước khi đi ra khỏi trận chiến theo hướng Tây với ý định sẽ vòng qua đảo Savo và nhập vào hạm đội Nhật Bản trên phía tây-Bắc của đảo.
Vào lúc 01:44 hạm đội của Mikawa đã tiến đến thế đối đầu với hạm đội tuần tra phía bắc của quân Đồng Minh, hai chiếc Tenryū và Yūbari tách ra khỏi hạm đội Nhật Bản và di chuyển chếch xa hơn về phía tây. Furutaka cũng tách ra có thể do thiết bị lái có vấn đề nên đi chệch hướng hay để tránh đụng phải chiếc Canberra đang chìm, sau đó đã theo hai chiếc Yūbari và Tenryū. Vì thế hạm đội tuần tra phía bắc của quân Đồng Minh đã rơi vào thế bị kẹp và bị tấn công theo hai hướng.

### Chiến trường phía bắc Savo

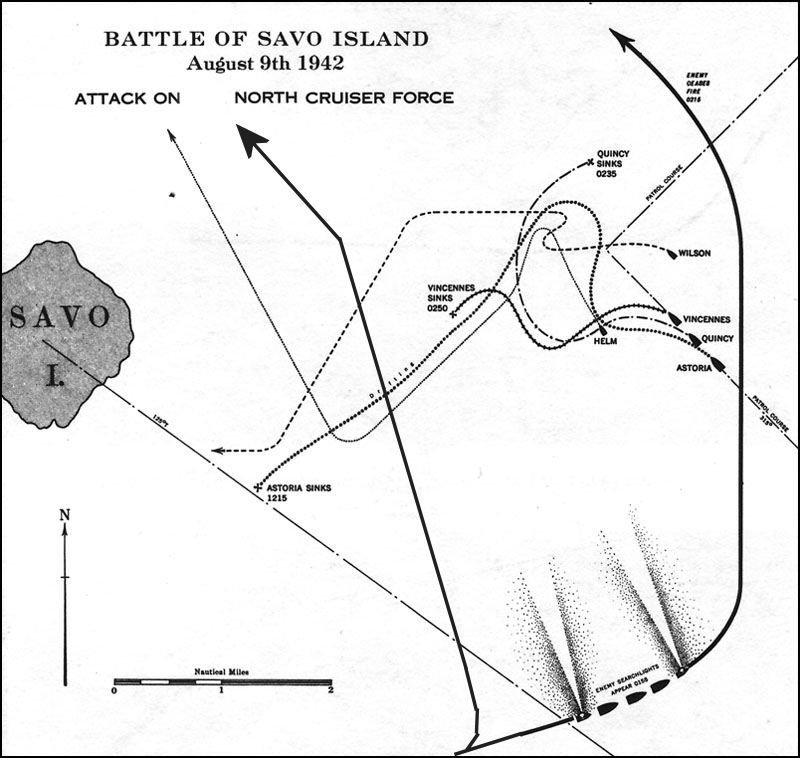
Sơ đồ tác chiến tại mặt trận phía bắc.

Khi hạm đội của Mikawa tấn công nhóm tuần phía nam thì các thuyền trưởng trên ba tuần dương hạm của phía bắc đang ngủ với, các tàu chạy rất êm với tốc độ là 10 knot (19 km/h). Cho dù các thủy thủ của ba tàu này đã thấy pháo sáng và nghe thấy súng nổ từ mặt trận phía nam đảo Savo hay cũng có thể do chiếc Patterson đã phát tín hiệu cảnh báo có tàu địch xâm nhập khu vực, phải mất một khoảng thời gian để các thủy thủ đoàn chuyển từ Tình trạng II lên mức báo động cao. Vào lúc 01:44 các tuần dương hạm của Nhật BẢn đã phóng các ngư lôi của mình vào nhóm hạm đội tuần phía bắc của quân Đồng Minh. Vào lúc 01:50 các tàu của Nhật Bản đã chiếu các đèn pha dò tìm cực mạnh vào ba tuần dương hạm của nhóm tuần phía bắc và nã pháo vào chúng.
Hoa tiêu trên chiếc Astoria đã gọi cho chỉ huy pháo thủ về việc nhìn thấy pháo sáng ở phía nam đảo Savo vào khoảng 01:49. Vào khoảng 01:52 ít lâu sau khi các đèn pha dò tìm của Nhật Bản được bật lên và đạn pháo bắt đầu rơi xung quanh con tàu, đội pháo thủ của chiếc Astoria đã chỉ khẩu pháo chính của mình vào các tuần dương hạm của Nhật Bản mà nó nhìn thấy được và bắn. Thuyền trưởng của chiếc Astoria tỉnh dậy và thấy tàu của ông đang chiến đấu, ông đã chạy ngay lên khoang chỉ huy và ra lệnh ngưng bắn vì lo sợ sẽ bắn trúng lực lượng đồng minh của mình. Dù vậy đạn pháo vẫn rơi như mưa xung quanh con tàu thuyền trưởng của chiếc Astoria ra lệnh tiếp tục bắn trở lại ít hơn một phút từ khi mệnh lệnh ngưng bắn được đưa ra. Tuy nhiên chiếc Chōkai đã xả một tràng pháo trúng ngay chiếc Astoria và chiếc Astoria nhanh chóng bốc cháy . Vào khoảng 02:00 đến 02:15 các chiếc Aoba, Kinugasa và Kako đã hợp sức với chiếc Chōkai nã pháo vào chiếc Astoria phá hủy hoàn toàn phòng máy của chiếc Astoria và khiến nửa con tàu này đã bốc cháy. Vào lúc 02:16 khẩu pháo còn lại của chiếc Astoria đã nhắm bắn vào đèn pha dò tìm của chiếc Kinugasa nhưng hụt và lại trúng vào khẩu pháo phía trước của chiếc Chōkai khiến khẩu pháo này ngưng hoạt động cũng như gây hư hại tương đối.

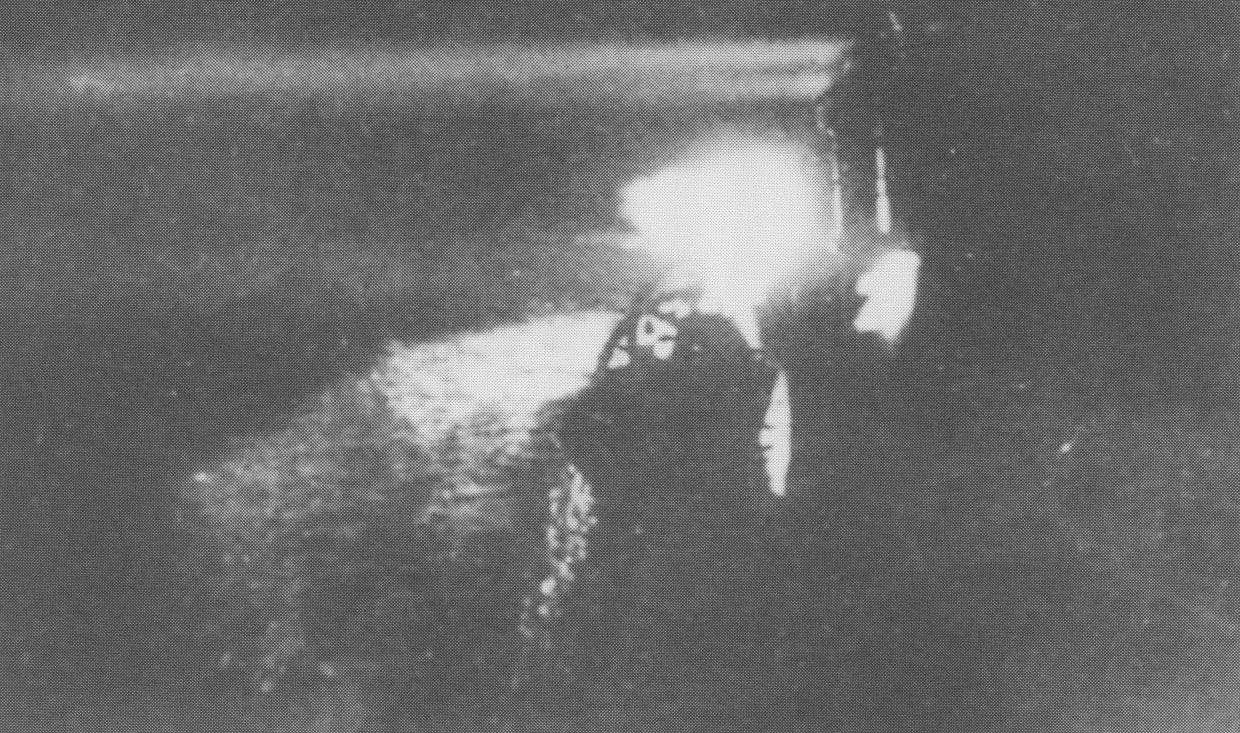
Đèn pha dò tìm trên chiếc Yūbari đang chiếu sáng.

Chiếc Quincy cũng đã thấy pháo sáng do các thủy phi cơ của Nhật Bản thả xuống ở phía nam cùng với cảnh báo của chiếc Patterson vì thế nên ngay khi các hoa tiêu báo động cho pháo thủ chỉ huy thì các đèn pha dò tìm của hàng tàu chiến Nhật Bản được bật lên. Thuyền trưởng của chiếc Quincy ra lệnh bắt đầu bắn pháo nhưng đội pháo thủ chưa sẵn sàng. Chỉ ít hơn vài phút chiếc Quincy bị trúng hàng loạt đạn pháo từ các chiếc Aoba, Furutaka và Tenryū gây hư hại nghiêm trọng cũng như bốc cháy. Thuyền trưởng Quincy đã ra lệnh cho tuần dương hạm của mình đổi hướng đi về phía đông của hàng tàu chiến Nhật Bản, nhưng khi chiếc Quincy di chuyển theo hướng đó nó đã bị trúng hai ngư lôi của chiếc Tenryū gây hư hại nghiêm trọng. Chiếc Quincy cố gắng khống chế ngọn lửa và bắn vài loạt pháo từ những khẩu pháo còn lại của mình vào chiếc Chōkai, một viên đạn pháo đã trúng chiếc Chōkai cách phòng chỉ huy và đô đốc Mikawa khoảng 6 m giết chết hoặc làm bị thương 36 thủy thủ (20 ft), dù vậy đô đốc Mikawa không hề bị thương. Vào khoảng 02:10 các loạt đạn pháo đã giết chết và làm bị thương hầu hết thủy thủ đoàn trên bong chiếc Quincy kể cả thuyền trưởng. Vào lúc 02:16 chiếc Quincy đã trúng ngư lôi của chiếc Aoba và khẩu pháo còn lại của chiếc Quincy trở nên im lặng. Hoa tiêu hỗ trợ pháo thủ được cử lên bong để xem tình hình đã báo cáo như sau: "Khi tôi lên bong tàu. Tôi đã thấy nhiều xác chết chỉ còn ba hay bốn người còn sống. Ở buồng lái chỉ có một người còn sống là nhân viên điện đài đang cố gắng hết sức giữ bánh lái quay tàu về mạn phải để đưa tàu vào đất liền. Tôi hỏi anh ta về thuyền trưởng và thấy ông ta đang ngồi run như sấy gần bánh lái đã chỉ đạo anh ta cố gắng làm sao cho chiếc tàu này có thể đâm vào bờ và anh ta đang cố gắng lái tàu tiến đến đảo Savo cách khoảng 4 dặm (6 km)trước mũi tàu. Tôi đã đi sang bên cạnh buồng lái và cố gắng tìm ra vị trí hòn đảo và thấy rằng tàu đang chạy nhanh hết tốc lực để có thể đến được bãi biển phần mũi tàu đã bị chìm. Vào lúc đó thuyền trưởng của tàu đã đứng thẳng dậy và ngã ra phía sau có vẻ như đã chết không phát ra tiếng động nào ngoài tiếng rên.".Chiếc Quincy đã bị chìm vào lúc 02:38 với phần mũi chuối xuống.
Cũng giống như hai chiếc Quincy và Astoria, chiếc Vincennes cũng đã thấy các pháo sáng từ các thủy phi cơ Nhật Bản ở hướng Nam và cũng đã thấy các tia lửa do các cuộc đấu pháo ở mặt trận phía nam tạo ra. Vào 01:50 khi chiếc tuần dương hạm này bị các đèn pha dò tìm rọi vào, thì chiếc Vincennes lại ngần ngại không nổ súng vì nghĩ đó có thể là đèn pha dò tìm của tàu đồng minh. Ngay sau đó ít lâu chiếc Kako bắt đầu nổ loạt pháo đầu tiên vào chiếc Vincennes và nó đã bắn trả lại vào lúc 01:53. Khi chiếc Vincennes bắc đầu bị trúng đạn chỉ huy của nó là thuyền trưởng Frederick Lois Riefkohl đã ra lệnh tăng vận tốc lên 25 knot (46 km/h), nhưng ngay sau đó vào khoảng 01:55 hai ngư lôi của chiếc Chōkai đã đâm vào nó gây hư hại nghiêm trọng. Chiếc Kinugasa lúc đó cũng hợp sức với chiếc Kako nã pháo vào chiếc Kinugasa. Chiếc Vincennes đã bắn trúng một viên pháo vào chiếc Kinugasa gây hư hại tương đối ở bộ phận lái của động cơ. Các tàu còn lại của Nhật Bản cũng bắn vào chiếc Vincennes và nó đã trúng 74 viên đạn pháo vào lúc 02:03 một ngư lôi của chiếc Yūbari đã đâm vào chiếc Vincennes. Với phòng máy đã bị phá hủy chiếc Vincennes trở nên bất động, cháy ở mọi nơi và dần chìm xuống. Vào khoảng 02:16, Riefkohl ra lệnh cho thủy thủ đoàn bỏ tàu và chiếc Vincennes bị chìm vào lúc 02:50.
Trong trận chiến hai khu trục hạm của Hoa Kỳ là Helm và Wilson cũng chiến đấu với các tàu của Nhật Bản có thể nhìn thấy được. Cả hai khu trục hạm đều bắn vào các tuần dương hạm của hạm đội Nhật Bản nhưng không gây hư hại và cũng không bị trúng đạn khi các tàu này bắn trả.
Vào lúc 02:16 hàng tàu chiến của Nhật Bản ngừng bắn vào lực lượng tuần phía bắc của quân Đồng Minh khi hạm đội đã ra khỏi khu vực phía bắc đảo Savo. Chiếc Ralph Talbot đã đấu pháo với các chiếc Furutaka', Tenryū và Yūbari. Các tàu chiến của Nhật Bản đã chiếu đèn pha dò tìm cũng như bắn trúng chiếc khu trục hạm này nhiều phát khiến nó bị hư hỏng nặng nhưng chiếc Ralph Talbot đã chạy trốn vào cơn mưa ở gần đó và các tàu của Nhật Bản đã bỏ nó lại phái sau mà không truy đuổi.

### Quyết định của Mikawa
Vào lúc 02:16 Mikawa đã mở một cuộc họp nhanh chóng với các trợ lý của mình về việc họ có nên hay không trong việc tiếp tục trận đánh để đánh chìm tất cả các tàu chiến còn lại của quân Đồng Minh và đoàn tàu vận tải đang thả neo gần đó. Sau khi xét đến nhiều yếu tố Mikawa đã ra quyết định rút quân. Các yếu tố chính như đội hình hàng tàu chiến của Mikawa đang bắt đầu rã ra và sẽ phải mất một thời gian để có thể tái lập đội hình. Các tàu chiến của ông phải nạp lại các ống ngư lôi một việc nặng nhọc và mất thời gian. Mikawa khi đó không biết về số lượng và vị trí của các tàu quân Đồng Minh cũng như các tàu chiến của ông đã bắn một lượng kha khá đạn pháo khi bắt đầu trận đánh.
Yếu tố quan trọng nhất là Mikawa không có lực lượng hỗ trợ trên không và tin rằng lực lượng tàu sân bay của quân Đồng Minh đang ở gần đó. Mikawa cũng đã nhận ra rằng do hải quân Nhật Bản không còn đóng các tàu tuần dương hạng nặng nên sẽ không thể thay thế nếu như các tàu này bị đánh chìm bởi các máy bay của quân Đồng Minh có thể sẽ được phóng lên vào lúc tờ mờ sáng nếu hạm đội của ông còn ở quanh Guadalcanal. Mikawa không có thông tin rằng lực lượng tàu sân bay của quân Đồng Minh không ở trong khu vực và không thể đe dọa hạm đội của ông ít nhất là đến giữa trưa hôm sau. Mặc dù một số trợ lý của Mikawa nói rằng nên tấn công đoàn tàu vận tải nhưng sự đồn thuận nghiêng về phía nên rút quân. Vào lúc 02:20 Mikawa đã ra lệnh cho tất cả các tàu rút đi.

## Kết quả

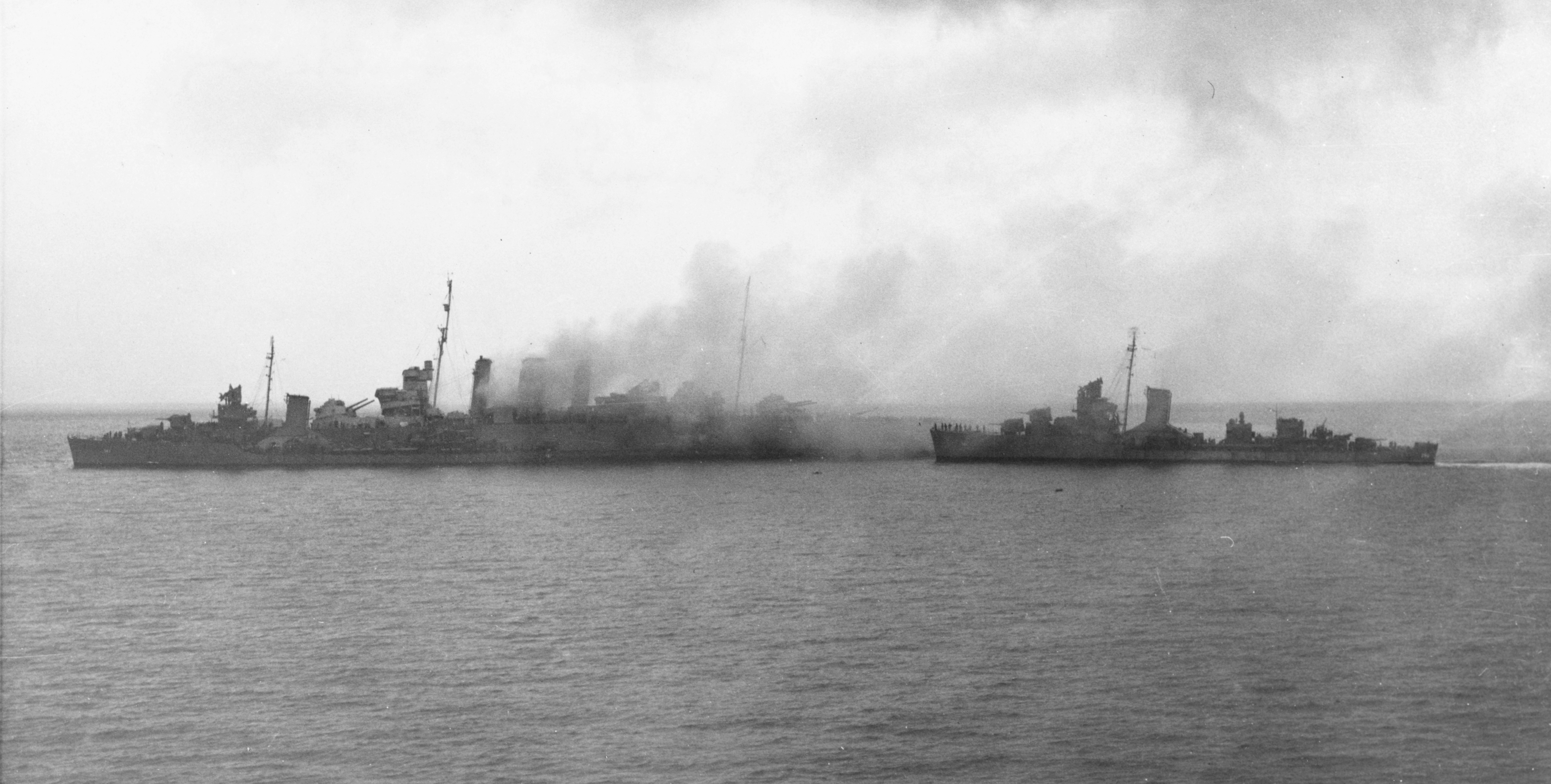
Khu trục hạm Blue và Patterson đang cố gắng chuyển thủy thủ đoàn ra khỏi chiếc Canberra đang cháy.

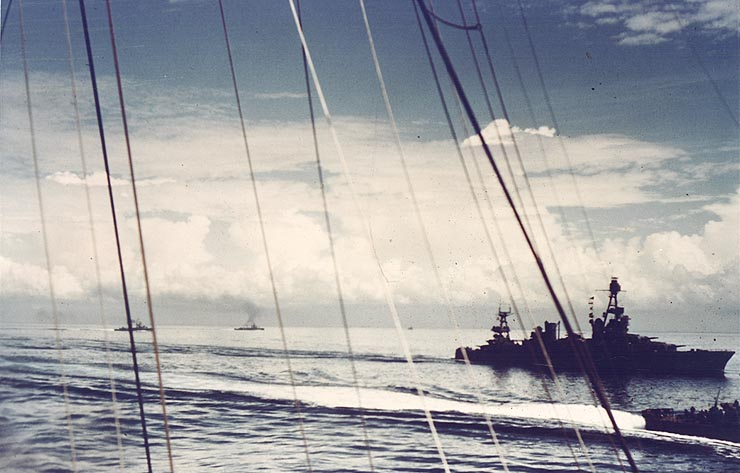
Các tàu của quân Đồng Minh rút khỏi quần đảo Solomon ngày 9 tháng 8.

Vào lúc 04:00 chiếc Patterson cùng chiếc Canberra đã được hỗ trợ bởi các tuần dương hạm khác cố gắng dập lửa. Đến 05:00 ngọn lửa trên hai con tàu cơ bản được kiểm soát nhưng vào lúc đó Turner người ra lệnh rút tất cả các tàu ra khỏi khu vực vào lúc 06:30, đã ra lệnh đánh chìm những chiếc tàu nào không thể đi cùng với hạm đội. Sau khi những người sống sót được di tản hai khu trục hạm USS Selfridge và USS Ellet đã đánh chìm chiếc Canberra bằng ngư lôi và đạn pháo.
Vào cuối buổi sáng ngày 9 tháng 8 tướng Vandegrift khuyên đô đốc Turner là ông nên bốc dỡ thêm hàng hóa trước khi rút đi. Vì thế Turner đã hoãn việc rút lui cho đến giữa trưa. Cùng lúc đó các thủy thủ chiếc Astoria đang cố cứu chiếc tàu khỏi bị chìm. Tuy nhiên ngọn lửa trên chiếc Astoria lại hoàn toàn vượt ra khỏi tầm kiểm soát và chiếc tàu đã bị chìm vào lúc 12:15.
Vào sáng ngày 9 tháng 8 lực lượng canh giữ bờ biển Úc tại Bougainville đã phát tín hiệu radio cảnh báo về việc có máy bay chiến đấu của Nhật Bản xuất hiện từ Rabaul. Lực lượng tàu vận tải của Quân Đồng Minh ngừng việc bốc dỡ hàng hóa và cảnh giác cao độ trong một thời gian nhưng sau đó lại trở nên bối rối khi không thấy các máy bay chiến đấu tiến tới tấn công. lực lượng Đồng Minh chỉ biết được sau khi rút lui ra khỏi trận chiến là các máy bay chiến đấu của Nhật Bản đã tập trung tấn công chiếc Jarvis ở phía nam đảo Guadalcanal, đánh chìm hoàn toàn toàn con tàu này. Tất cả các tàu của quân Đồng Minh rút ra khỏi vùng đảo Guadalcanal vào lúc sẫm tối ngày 9 tháng 8.
Vài tháng sau trận chiến lực lượng tàu vận tải của quân Đồng Minh đã được tái tập hợp và tiến đến Guadalcanal thao từng nhóm nhỏ thường vào ban ngày thời điểm mà lực lượng không quân của lực lượng Đồng Minh tại New Hebrides và Henderson Field có thể thực hiện các công việc yểm trợ. Trong thời gian đó lực lượng mặt đất của quân Đồng Minh chỉ được trang bị gần đủ đạn dược và lương thực để có thể chống chọi lại với các cuộc tấn công của Nhật Bản trong nỗ lực chiếm lại các đảo.
Mặc dù trận này quân Đồng Minh bị thua nhưng quân Đồng Minh đã thắng trong chiến dịch đánh chiếm Guadalcanal một bước tiến quan trọng trong việc đánh bại Nhật Bản. Nhìn theo một hướng khác nếu Mikawa sẵn sàng đánh cược hạm đội của mình để có thể đánh chìm tất cả hạm đội tàu vận tải của quân Đồng Minh vào sáng ngày 9 tháng 8 thì có thể sẽ khiến cho chiến dịch Guadalcanal kết thúc ngay khi nó bắt đầu và là cho tình hình các trận chiến tại Nam Thái Bình Dương khác đi. Cho dù các tàu chiến của quân Đồng Minh đã bị hư hại nặng và chìm nhưng chúng đã hoàn thành mục tiêu quan trọng nhất của mình là bảo vệ đoàn tàu vận tải (huyết mạch của chiến dịch) khỏi việc bị đánh chìm. Có rất nhiều tàu vận tải trong hạm đội này đã vận chuyển nhiều chuyến hàng và chuyên chở một lượng lớn quân nhu cung cấp cho lực lượng mặt đất của quân Đồng Minh tại Guadalcanal trong những tháng sau đó. Quyết định không mạo hiểm đánh chìm đội tàu vận tải của quân Đồng minh của Mikawa là một sai lầm chiến lược trầm trọng của Nhật Bản.

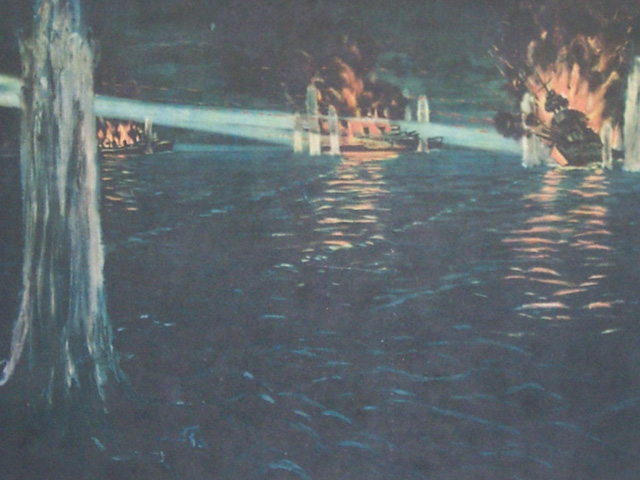
Bức vẽ của Nhật Bản mô tả trận chiến với ba tuần dương hạm Hoa Kỳ bốc cháy do trúng đạn của các tàu chiến Nhật.

Hải quân Hoa Kỳ đã yêu cầu tập hợp một bang điều tra có tên Hepburn để tiến hành thu thập thông tin và viết báo cáo về trận chiến này. Ban điều tra này đã phỏng vấn hầu hết các hoa tiêu chính của quân Đồng Minh tham gia trong trận chiến trong nhiều tháng bắt đầu từ tháng 12 năm 1942. Báo cáo chỉ đề nghị khiển trách chính thức một chỉ huy là thuyền trưởng Howard D. Bode. Báo cáo chỉ đề cập một câu ngắn chống lại các chỉ huy khác của quân Đồng Minh là các đô đốc Fletcher, Turner, McCain và Crutchley cùng thuyền trưởng Riefkohl. Sự chểnh mảng của Turner, Crutchley và McCain đã khiến họ không xuất hiện để điều khiển cuộc chiến đã góp phần không nhỏ trong việc bị bại trận. Riefkohl không bao giờ còn được chỉ huy chiếc tàu nào nữa. Còn Bode sau khi biết báo cáo tập trung chỉ trích hành động của mình, ông đã tự bắn mình trên mạn tàu của mình tại Balboa, Panama Canal Zone vào ngày 19 tháng 4 năm 1943 và chết ngày hôm sau. Crutchley thì phải trình với Legion of Merit (Tổng chỉ huy) vào tháng 9 năm 1944. Đô đốc Yamamoto đã gửi thông điệp chúc mừng chiến thắng của Mikawa bắt đầu bằng: "Sự ngoan cường và chiến đấu anh dũng của từng người trong đội của anh được đánh giá cao. Tôi đã chắc rằng anh sẽ dùng hết sức mình để hỗ trợ lực lượng mặt đất của quân đội hoàng gia đang tham gia cuộc chiến.". Đô đốc Turner thì có một cuộc báo cáo nghe rất kêu về việc tại sao quân Đồng Minh bị thua: "Hải quân Hoa Kỳ khi đó vẫn có niềm tin hết sức mạnh mẽ về ưu thế kỹ thuật và tinh thần vượt hẳn kẻ thù. Mặc dù có các chứng cứ chứng minh là kẻ thù có rất nhiều khả năng khác nhau hầu hết các hoa tiêu và thủy thủ của chúng ta đã trở nên chủ quan xem thường kẻ thù vì cứ nghĩ chiến thắng chắc chắn sẽ trong tầm tay cho dù trong bất kỳ trận chiến nào. Kết quả của việc này là một suy nghĩ chủ quan chết người, một sự tự tin khi không chuẩn bị gì cả và sự mệt lả cùng với khoảng thời gian yên bình đã khiến mọi người chấp nhận điều đó. Tôi tin rằng do yếu tố tâm lý như thế mà chúng ta đã thua, nó thậm chí còn hơn cả yếu tố bất ngờ."
Nhà sử học Richard B. Frank đã thêm vào rằng "Tâm lý chủ quan này đã hoàn toàn bị đánh sập mà không cần thêm một trận chiến nảy lửa đánh vào niềm tự hào của hải quân Hoa Kỳ trong chiến dịch Guadalcanal nữa, sau trận Savo, Hoa Kỳ đã phải tự nhận thức lại và sẵn sàng cho một trận chiến đẫm máu nhất trong lịch sử của mình.".
Daniel H. Galvin Jr. người sống sót trên chiếc USS Quincy bị đánh chìm đã viết một đoạn trong hồi ký rằng: "Trong thời gian gần 40 năm tồn tại của mình chiếc Quincy đã chúng kiến sự ra đi của 389 thủy thủ và sự mất mát này quả là một sự sỉ nhục đáng xấu hổ.". Tuy nhiên với đạo luật Tự do về thông tin các nhà sử học đã tìm ra sự thật về việc thất bại trong "trận chiến đảo Savo". Galvin đã viết rằng sự bại trận là trách nhiệm của Fletcher do đã tự ý ra khỏi khu vực mà không để ai lên thay trong việc nắm quyền chỉ huy. Thêm nữa là các lực lượng đồng minh Úc cho dù thấy các tàu chiến của Nhật Bản nhưng đã không thông báo cho quân Đồng Minh.